# Echinocereus pentalophus
Echinocereus pentalophus är en kaktusväxtart som först beskrevs av Dc., och fick sitt nu gällande namn av Lem.. Echinocereus pentalophus ingår i släktet Echinocereus och familjen kaktusväxter.

## Underarter
Arten delas in i följande underarter:
- E. p. leonensis
- E. p. pentalophus
- E. p. procumbens

## Bildgalleri

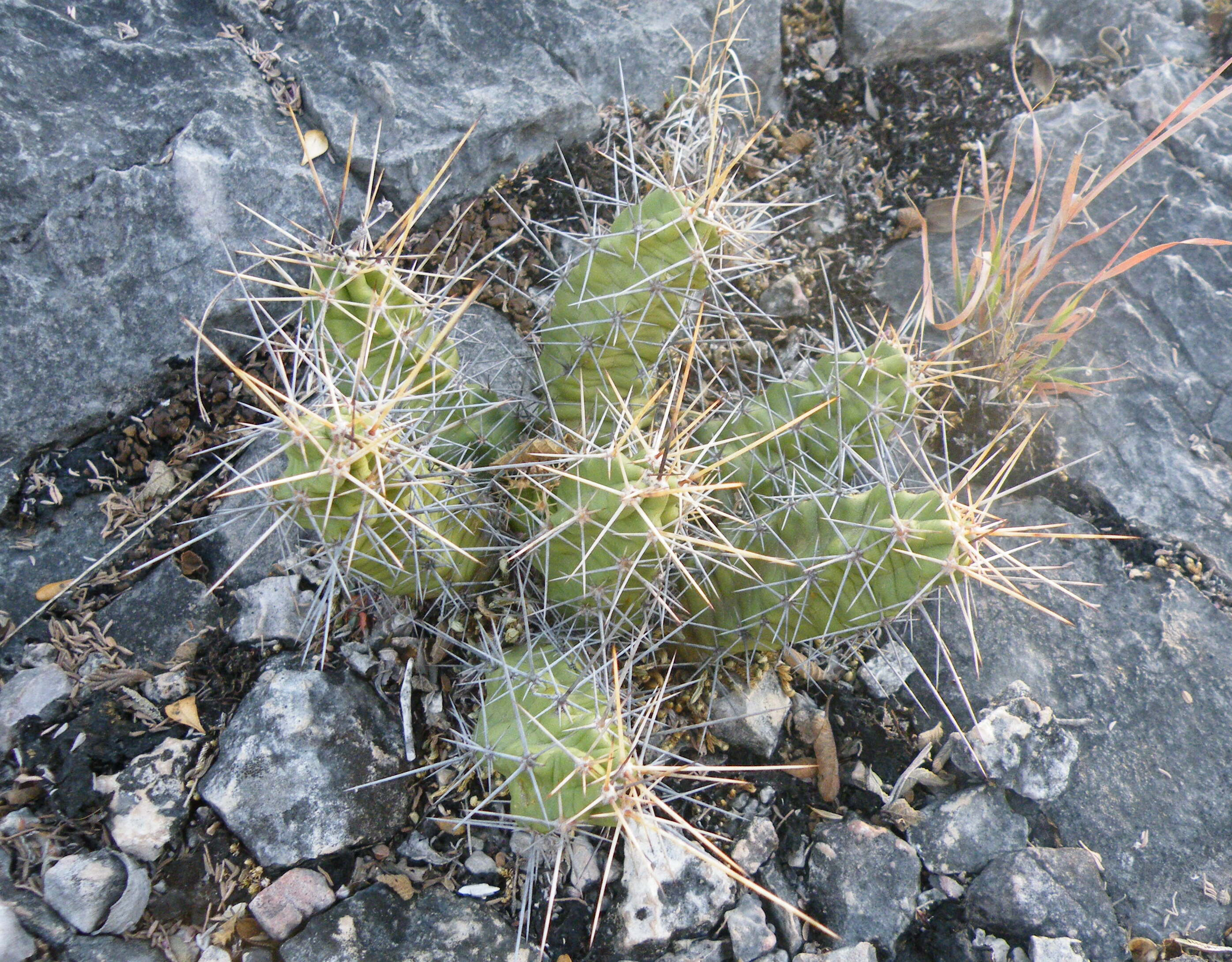
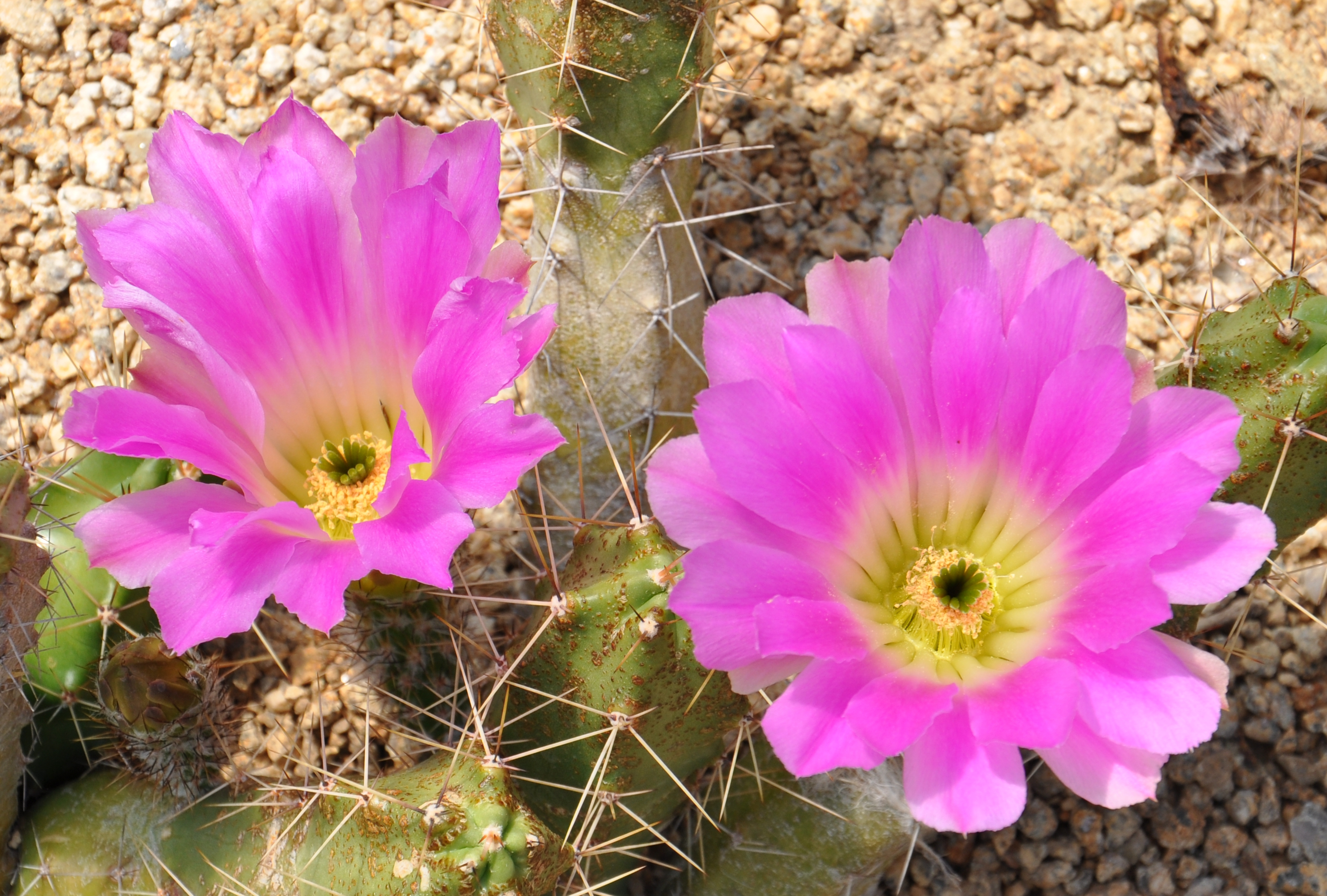
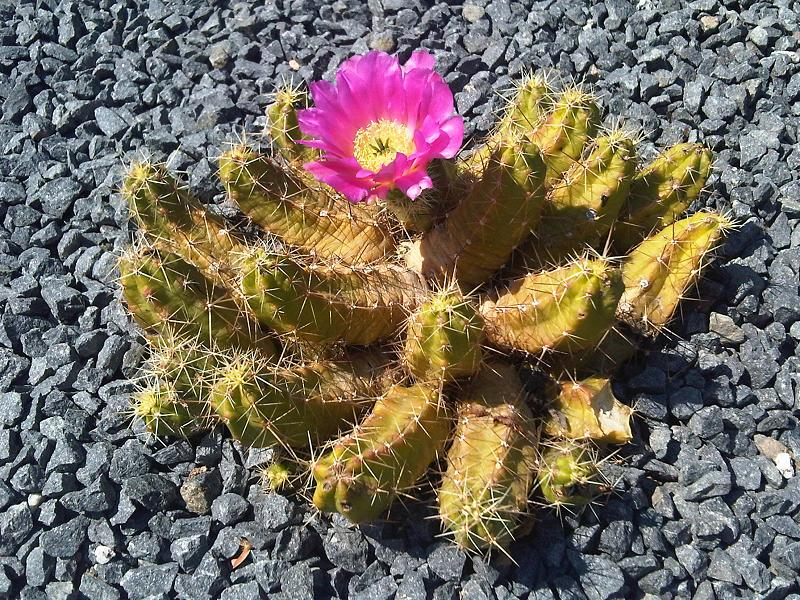
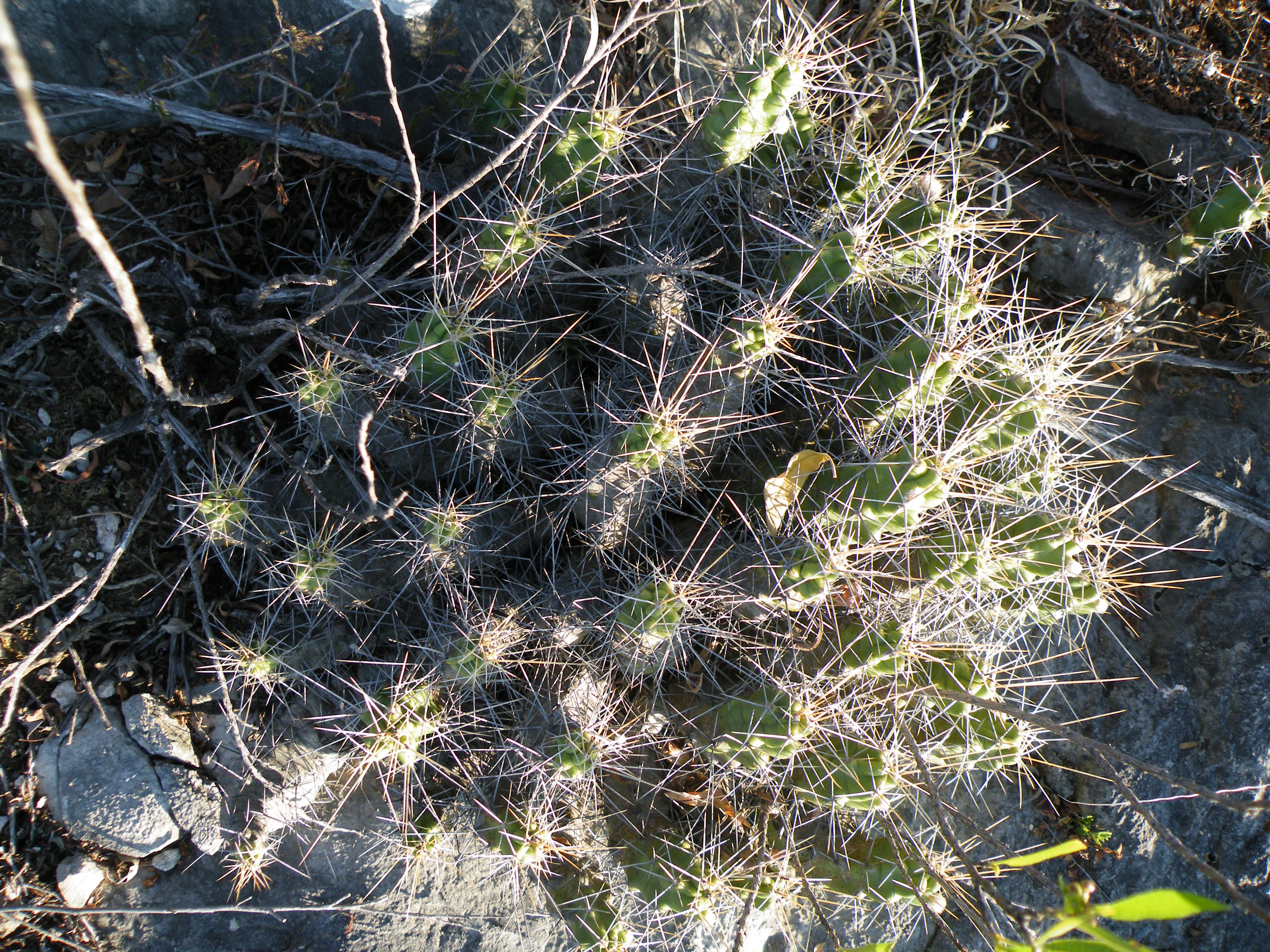
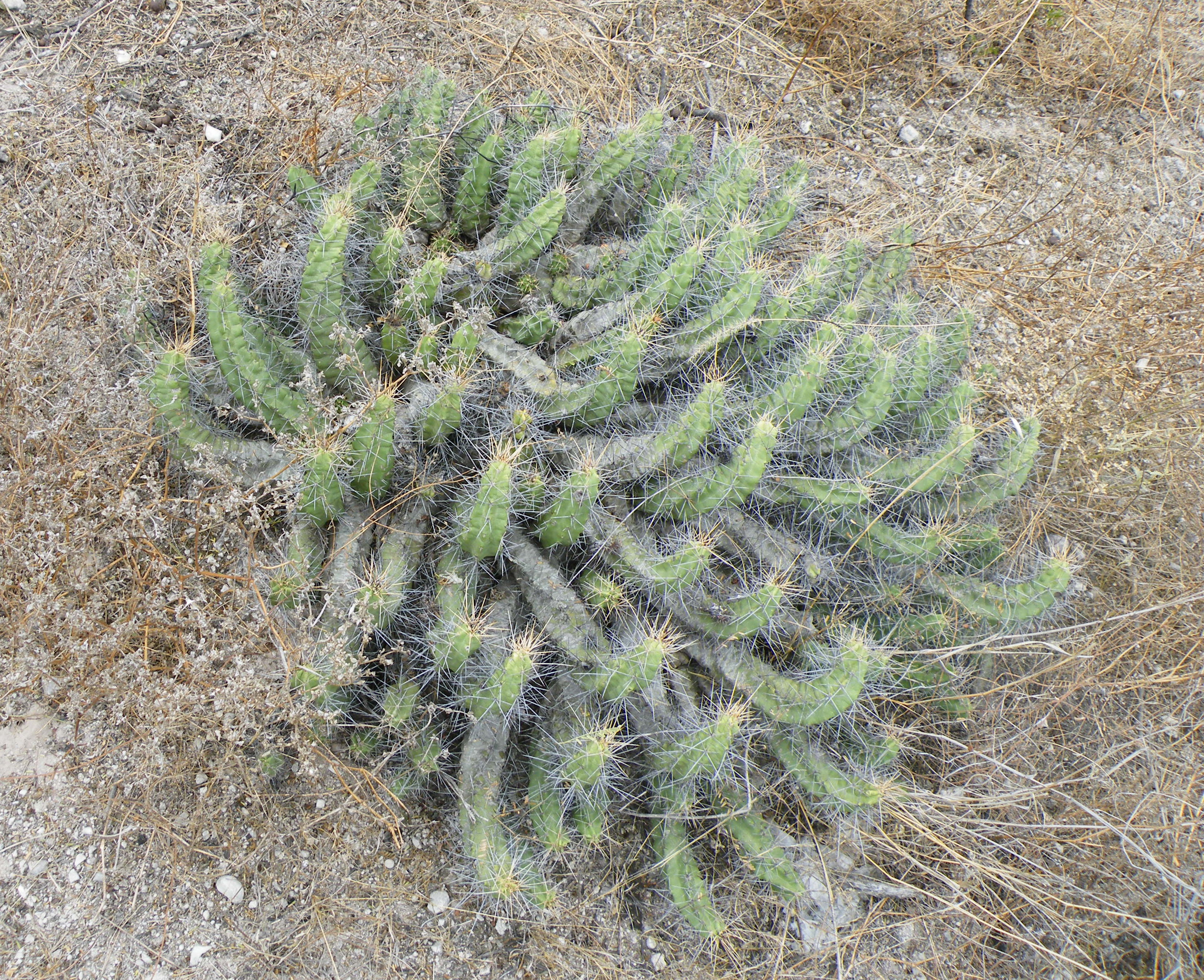
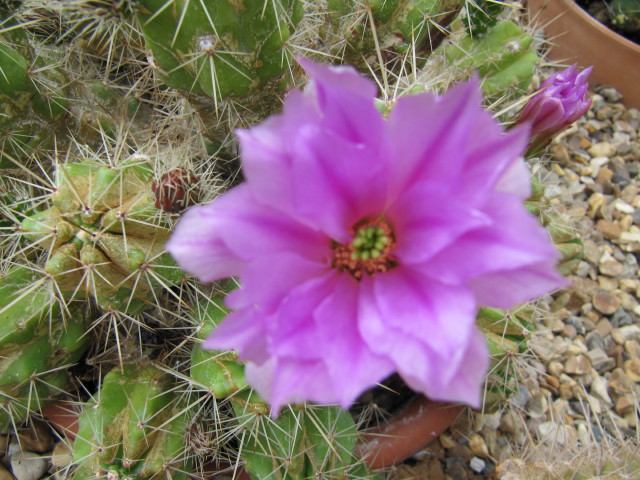